# 矢板武
矢板 武（やいた たけし、1849年12月28日（嘉永2年11月14日） - 1922年（大正11年）3月22日）は下野国・栃木県の実業家。那須疏水の開削で知られる。

## 略歴
下野国塩谷郡矢板村（現・栃木県矢板市）の坂巻家に長男として生まれる。出生名は坂巻七五郎（さかまき しちごろう）。後に武兵衛（ぶへえ）と名を改めた。
1866年（慶応2年） に矢板村組頭、明治維新を経て1869年（明治2年） に矢板村名主となる。翌年、黒崎七郎右衛の娘ハマと結婚。この頃、矢板武と改名する。 1872年（明治5年） 宇都宮県五大区六小区副戸長、1873年に栃木県第三大区四小区副戸長、1874年に郵便取扱役、1875年に第三大区三小区区長となる。
1879年、第1回栃木県会議員となり、保晃会の幹事を務める。翌年、印南丈作と那須開墾社を創立、幹事となる。1882年、日本鉄道株式会社理事となる。翌年、大水路建設請願のため上京。1885年に那須疏水の起工式および通水式が行われる。
1886年、矢板村会議員となり、矢板駅開設に尽力。1888年、那須開墾社社長を務めていた印南が死去、二代目社長に就任する。
1891年、下野銀行を設立。その2年後には那須開墾社を解散し矢板農場を設立、翌年矢板信用組合を設立する。
1897年、第2回栃木県会議員となり、1898年、下野銀行の頭取となる。矢板銀行を設立する。1904年、日本赤十字社特別社員となり、1907年日光銀行を設立する。1911年、下野新聞社取締役会長となる。
1922年（大正11年）3月22日、宇都宮の別邸で死去。享年73。

## 栄典
- 1896年（明治29年） - 藍綬褒章
- 1915年（大正4年）11月10日  - 勲六等瑞宝章[1]